# Drosòmetre
Un drosòmetre (del grec δρόσος, drosos, rosada + μέτρον, metron, mesurar) és un aparell meteorològic per a mesurar la quantitat de rosada formada per unitat de temps per unitat de superfície.

## Descripció
La superfície pot ser ja sia una placa metàl·lica horitzontal o una fulla que pengi, o un tros de llana o cotó que representi una gran superfície de fibres fines. La unitat de temps és usualment una hora, i el mesurament es fa a principi del matí, abans que el sol que s'alça evapori la rosada. L'aparell incorpora una balança o un rotlle en esporal metàl·lic que pel seu enfonsament gradual mou l'índex que el registra en una làmina de paper en moviment.